# Salsa (style portoricain)
Pour les articles homonymes, voir Salsa (homonymie).

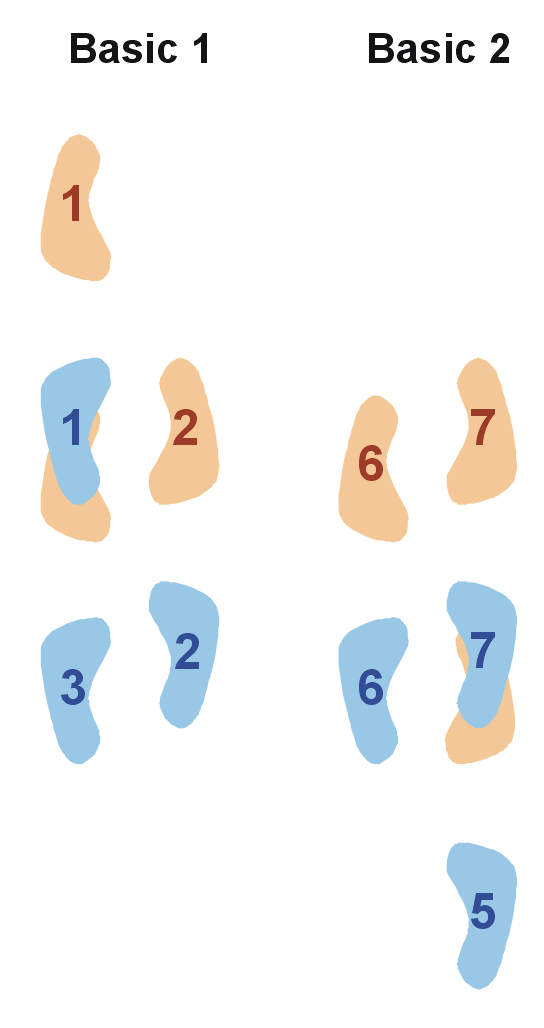
Pas de base de la salsa portoricaine.

En danse, la salsa de style portoricain (l'appellation « salsa portoricaine » ou « porto » étant plus fréquente) est un type de salsa. Ce style ne vient absolument pas de Porto Rico mais dérive du Mambo (d'où son appellation de « salsa-mambo » aux États-Unis), type de salsa inventé par la communauté latino-américaine des États-Unis. Les Français appellent les différents styles de salsa en ligne salsa portoricaine car ils la découvrent lors d'un congrès mondial de salsa qui avait lieu en 1996 à Porto Rico.
Techniquement, les danseurs se déplacent sur une ligne imaginaire appelée couloir, alors que dans la salsa cubaine, les déplacements se font sur des cercles ou des arcs de cercle.

## Styles

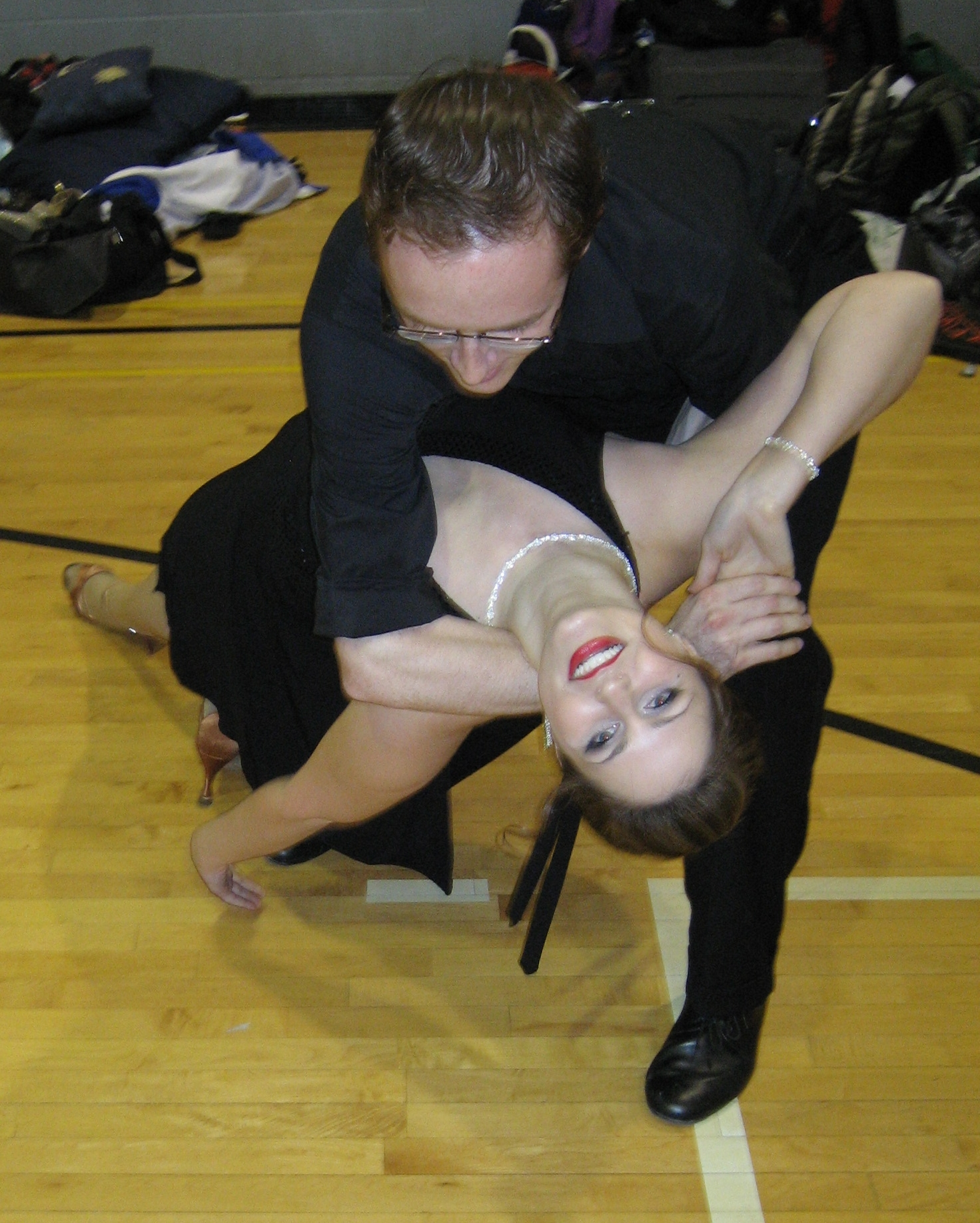
Un couple de danseurs de salsa réalisant un en (renversé).

Plusieurs types de danse salsa portoricaine existent, parmi lesquels le style de Los Angeles, le style new-yorkais ou encore le style palladium. Souvent « danser la salsa portoricaine » signifie, en France, danser le style Los Angeles. 

### Style de Los Angeles
Le style de Los Angeles (L.A. style, ou on1) se danse sur le temps fort, le break (changement de direction) se fait sur les temps 1 et 5. Il peut être acrobatique.

### Style new-yorkais
Le style new-yorkais (NY style, ou on2) se danse sur le temps faible, ce qui signifie que le changement de direction (le break) s'effectue sur le 2e temps de la demi-phrase musicale (temps 2 et 6 de la phrase musicale). Il dérive du mambo et du cha-cha-cha. Il s'agit du style où la danseuse tourne le plus sur elle-même. On peut le qualifier de plus musical : il inclut en particulier de nombreux jeux de jambes (shines, de l'anglais shoe shine signifiant « cirage de chaussure », comme le Suzie Q).

### Style palladium
Le palladium est une variante du style New York (chronologiquement il l’a en fait précédé). Le changement de direction s'effectue également sur le deuxième temps (on 2), mais le premier pas s'effectue un temps avant. Son nom vient d'un club de New York, le Palladium, qui fut le temple du mambo.

## Le tempo
Le tempo impose une codification précise des passes, synchronisées par une minutage précis sur le rythme de base de la clave, avec les pas 1-2-3 sur les trois notes (aussi appelée tresillo en espagnol) de la mesure « forte », et les pas 5-6-7 sur les deux notes de la mesure « faible ».
```
  faible     /       fort
1 & 2 & 3 & (4) & 5 & 6 & 7 & (8)
    X   X         X     X      X
```

## Passes principales
La salsa portoricaine reprend le grip et les figures du style de Los Angeles et new-yorkais. Ces figures n'ont pas reçu de noms standardisés et ne sont parfois pas traduites en français. les principales sont les suivantes, : 
| Nom des passes                          | Synonymes                               | Variantes d'entrées (E) et de sorties (S) |
| --------------------------------------- | --------------------------------------- | --- |
| Cross body lead (CBL)                   | Left side pass                          | Sans main, à une main, deux mains ; catwalk (marche du chat) ; avec tour ♂ gauche, tour crochet ♂ ; behind the back; tour ♀ interne ou externe et ses variantes, wrap (enveloppé au niveau de la taille, du cou), yo-yo (enroulé/déroulé), hammerlock (clé de bras dans le dos), hesitation ; Titanic positions ; 360°, 540° ; redirects for the ladies. |
| Reverse cross body lead                 | Right side pass                         | Pizza travelling turn ; frisbee turn ; with men's waist or shoulder turn ; wrap and walk around ; tour ♀ interne ou externe ; sliding doors (portes coulissantes) |
| Change of place                         |                                         | Trap (piège) ; swivel, lunge & body roll ; right ♂ turn knee drop (descente du genou) ; around the world ; slingshot (catapulte) ; 180°, two hand to tandem hand tosses ; two half inside truns ; Texas Tommy (back roll, enroulement main ♀ dans le dos ; back to back titanic/crucifix (& walk around).                                                |
| Underarm turn                           |                                         | Right turn (tour à droite ♂ ou ♀), Left turn (tour à gauche ♂ ou ♀) ; back turn ; touch & go ; waist or chin lead. |
| Hand toss                               |                                         | Toss & catch : simple, double, lock, catch behind back (portillon). |
| Titanic                                 | Butterfly (papillon), crucifix          | E : butterfly turn (full titanic), Tour ♀ une main (half titanic) ; S : ♀ underarm turn, back walk (marche arrière) ou forward (avant), barrel turn (tour tonneau), Titanic doublé. |
| Armlock (clé de bras)                   | Hammerlock                              | Hammerlock turns, reverse hammerlock. |
| Wrap (enveloppé)                        |                                         | Teapot wrap (théière), skater wrap ; men's waist (shoulder) wrap with rotation. |
| Armlock (clé de bras)                   | Hammerlock                              | Hammerlock turns, reverse hammerlock. |
| Copa (virgule)                          | In & out.                               | E : une main, deux mains ; hip check, shoulder check (check au niveau de la hanche, de l'épaule), copa behind the back. S : waist lead redirections, reverse copa, no copa. |
| Alternating turns                       |                                         | High ocho (8 haut), low ocho (8 bas), reverse ocho (8 inversé), pretzel turn |
| Simultanous turns                       |                                         | Barrel turn (tour tonneau). |
| U-turn                                  | G-turn                                  | Circular checks. |
| Necklace turn (tour collier)            | Neck wrap (enveloppé du cou)            | Main droite, main gauche, boa constrictor. |
| Around the world (tour du monde)        | Walk around                             | Clockwise (sens horaire) : men's cuddle/loop walk around, men's cape walk around, clock (horloge) ; anticlockwise (sens anti-horaire) : reverse around the world. |
| Around the moon (révolution de la lune) | Back spot turn = tour sur place arrière | E : single/double elbow lock (coude bloqué) ; S : breakaway (séparation ♂/♀), ♂ hook turn to swith hand (changement de main), ♀ underarm turn. |
| Escort (escorte)                        |                                         | Walk forward / backward (promenade avant / arrière).. |
| Hair brush (brosse)                     | Hair comb, head loop/drape              | Main gauche, main droite, deux mains. |
| Duck under                              |                                         | Head duck (duck de tête), back duck (duck du dos) ; tunnel & duck out. |
| Bowtie                                  | Sombrero                                | S : CBL simple, CBL with head roll. |
| Paperclip (trombone)                    |                                         | S : buttrefly, slingshot (lance-pierres), basket (corbeille), cuddle (étreinte). |
| Hand tricks (jeux de mains)             | G-turn                                  | Hand flick, hand toss, hand drop, wrist circle (tours de poignet), hand juggling (jonglage de mains), waterfalls (chutes d'eau) ; hand placements (elbow pops). |
| Dip (renversé)                          |                                         | Twist dip from CBL, cuddle dip, roll dip, lunge dip, leg wrap (enroulé de jambe) with pivot turn, sit dip (chaise), double dip. |
| Drop (tombé)                            |                                         | Roll drop, neck drop, leg drop, back drop, drop slash, death drop, floor spin. |
| Lift (soulevé)                          |                                         | Hip lift, fish lift, jump onto knee (saut sur le genou), jump onto sit (saut en position assise). |